# Charles Sterling
Charles Sterling nato Karol Sterling (Varsavia, 5 settembre 1901 – Parigi, 9 gennaio 1991) è stato uno storico dell'arte polacco attivo principalmente in Francia.
Combatté nella guerra polacco-sovietica in difesa dell'indipendenza della Polonia appena conquistata e fu decorato più volte. Si laureò in giurisprudenza nel 1924, prima di dedicarsi alla storia dell'arte in Germania, Gran Bretagna e infine a Parigi dal 1925 al 1928, sotto la direzione di Gaston Brière all'École du Louvre e contemporaneamente seguendo i corsi di Henri Focillon alla Sorbona. Si specializzò nei "primitivi" francesi (in particolare il Maestro di Moulins) e nei Caravaggeschi. Dal 1929 al 1961 fu curatore del dipartimento di pittura del Louvre.